# Pony Poindexter
Norwood 'Pony' Poindexter (New Orleans, 8 februari 1926 - Oakland, Californië, 14 april 1988) was een Amerikaanse jazzsaxofonist (sopraansaxofoon, altsaxofoon en tenorsaxofoon). Ook speelde hij klarinet en zong hij. Hij speelde bop. Zijn spel was sterk beïnvloed door de blues en verraad invloeden van Charlie Parker en Johnny Hodges. Hij was een van de eerste be bop-saxofonisten die sopraansaxofoon begon te spelen.
Poindexter begon als zevenjarige te spelen op de klarinet en toen hij twaalf was, speelde hij in een rhythm & blues-band. Hij schakelde over op alt- en, later, de tenorsaxofoon en begon zijn carrière in de jazz in 1940 bij Sidney Desvigne, in New Orleans. Hij speelde met Jerome Richardson in San Francisco. In 1947 was hij lid van de big band van zanger Billy Eckstine, met wie hij in de jaren 1948-1950 een paar keer op tournee ging. In 1948/1949 volgde hij tevens lessen aan Candell Conservatory of Music in Oakland. In 1950 speelde hij in het kwartet van Vernon Alley, in 1951/1952 toerde hij met de band van Lionel Hampton en in 1952 speelde hij in de band van Stan Kenton.
In 1951 schreef Neal Hefti 'Little Pony', naar Poindexter's bijnaam, voor het orkest van Count Basie. Jon Hendricks zou er later lyrics bij schrijven. 
In de jaren vijftig werkte Pony als sideman en had hij tevens eigen groepen. Hij werkte met Dexter Gordon, Charlie Parker, Nat King Cole, T-Bone Walker en Jimmy Witherspoon. Vanaf 1959 werkte hij met the Montgomery Brothers (Wes, Monk en Buddy) en Jon Hendricks en begeleidde van 1961 tot 1963 het succesvolle zang-trio van Dave Lamert, Hendricks en Annie Ross. Met dit trio stond hij ook op het Newport Jazz Festival.
In 1962 nam hij zijn eerste eigen plaat op, 'Pony's Express', met enkele all star-ensembles, bestaande uit onder meer de saxofonisten Phil Woods, Dexter Gordon, Eric Dolphy en Pepper Adams, bassist Ron Carter en drummer Elvin Jones. Er staan enkele eigen stukken op de plaat. Later dat jaar en in 1963 (in Parijs) volgden meer plaatopnames met musici als Lee Knoitz en Booker Ervin. Later verhuisde hij achtereenvolgens naar Spanje, waar hij acht jaar woonde, en Mannheim. In 1977 keerde hij terug naar San Francisco, waar hij opnames maakte.
In 1985 publiceerde hij een autobiografie, 'Pony Express'. Toen hij in 1988 overleed, was hij vrijwel vergeten.

## Discografie
- Pony's Express, 1962
- Limbo Rock, 1962
- Pony Poindexter Plays the Big Ones, 1963
- Gumbo!, 1963
- At the Blue Note  Paris, 1964
- German Jazz Festival, 1966
- Happy Life of Pony-Live at the Domicile Munich, 1970
- En Barcelona, 1972 (uitgekomen in 2005)